# 정헌율
정헌율(鄭憲律, 1958년 3월 25일~)은 제24회 행정고시 합격 이후 행정안전부에서 오랫동안 근무하였다. 더불어민주당 소속이며, 제8·9·10대 전라북도 익산시장을 역임하였다. 본관은 진주이며 전라북도 익산 출생이다.

## 학력
- 함열국민학교 졸업
- 강경중학교 졸업
- 전주고등학교 졸업
- 전북대학교 행정학 학사,석사
- 서울시립대학교 대학원 행정학 박사

## 경력
- 1980년: 제24회 행정고시 합격
- 행정안전부 정보화기획관
- 행정안전부 지방재정정책관
- 행정안전부 지방재정세제국 국장
- 2010. 9.~2012. 9. 전라북도 행정부지사
- 2012. 9.~2014. 1. 국민권익위원회 상임위원
- 2016. 4.~ 제8·9·10대 전라북도 익산시장(3선, 더불어민주당)
- 2024. 7.~ 전북특별자치도 시장·군수협의회 회장
- 2024. 11. ~: 대한민국시장·군수·구청장협의회 공동회장

## 논란

### 다문화 비하 발언 논란
정헌율 익산시장은 2019년 5월 11일 원광대학교 문화체육관에서 열린 2019년 다문화 가족을 위한 제14회 행복나눔운동회 축사에서 "생물학적, 과학적으로 얘기한다면 '잡종 강세'라는 말도 있다. 똑똑하고 예쁜 애들(다문화 가정에서 태어난 자녀들)을 사회에서 잘못 지도한다면 파리 폭동(2005년 파리 교외 소요사태)처럼 문제가 될 수 있다."는 발언을 하여 논란이 있었다. 이에 정헌율 시장은 "튀기들이 얼굴도 예쁘고 똑똑하기는 하지만 튀기(혼혈인을 폄하하는 단어)라는 말을 쓸 수 없어서 한 말이다. 나는 '당신들은 잡종'이라고 말한 게 아니라 행사에 참석한 다문화 가족들을 띄워주기 위해 한 말이다."라고 해명했지만 논란은 사그라들지 않았다.
정헌율 시장은 6월 20일에 《다문화 가족들에게 사과드립니다》라는 제목의 사과문을 발표했다. 6월 27일에 익산시청 기자실을 방문한 자리에서 다문화 가정에 심려를 끼쳐 드려서 죄송한다고 공식 사과했다. 6월 25일에는 한국이주여성인권센터·차별금지법제정연대를 비롯한 다문화 가정 관련 단체들이 정헌율 시장의 발언에 항의하는 집회를 열었고 6월 28일에는 익산시에 거주하는 이주 여성들이 익산시청 앞에서 정헌율 시장의 발언에 항의하는 집회를 열었다.더불어민주당에서도 비판성명을 냈다. 민중당전북도당에서도 비판성명을 작성하였다.

## 역대 선거 결과
|  | 52.10% |

|  | 51.90% |

|  | 69.97% |

## 소속 정당
| 소속 정당 | 소속 정당      | 소속 기간 | 비고      |
| --------- | -------------- | --------- | --------- |
|           | 새정치민주연합 | 2014~2015 | 정계 입문 |
|           | 더불어민주당   | 2015~2016 | 당명 변경 |
|           | 무소속         | 2016      | 탈당      |
|           | 국민의당       | 2016~2018 | 창당      |
|           | 바른미래당     | 2018      | 합당      |
|           | 무소속         | 2018      | 탈당      |
|           | 민주평화당     | 2018~2020 | 입당      |
|           | 민생당         | 2020      | 합당      |
|           | 무소속         | 2020~2022 | 탈당      |
|           | 더불어민주당   | 2022~현재 | 복당      |

## 같이 보기
- 익산시장
- 전북특별자치도 부지사